# امبوهیباری، منجاکاندریانا
امبوهیباری، منجاکاندریانا (به لاتین: Ambohibary, Manjakandriana) یک منطقهٔ مسکونی در ماداگاسکار است که در آنالامانگا واقع شده‌است.

## خصوصیات
امبوهیباری ۵٬۰۰۰ نفر جمعیت دارد و ۱٬۴۸۱ متر بالاتر از سطح دریا واقع شده‌است.